# Bouvesse-Quirieu
Bouvesse-Quirieu est une commune française située dans le département de l'Isère en région Auvergne-Rhône-Alpes.
Autrefois rattachée à l'ancienne province royale du Dauphiné, la commune fut d'abord adhérente à la communauté de communes du Pays des Couleurs, avant de rejoindre, à la suite de la fusion de plusieurs intercommunalités, la communauté de communes Les Balcons du Dauphiné en 2017. Ses habitants sont les Bouvessards.

## Géographie

### Situation et description
Bouvesse-Quirieu est une modeste commune rurale située dans une région de collines. Le bourg s'élève à une altitude de 220 m et se positionne à environ 30 km au nord-est de Bourgoin-Jallieu, dans la partie septentrionale du département de l'Isère. La commune est bordée à l'est par le Rhône qui la sépare du département de l'Ain.

### Géologie
Les « spongiaires siliceux de l'Oxfordien de la carrière de Bouvesse » sont un site géologique remarquable de 55,12 hectares qui se trouve sur les communes de Bouvesse-Quirieu et Montalieu-Vercieu. En 2014, cette formation des calcaires lités d'intérêt paléontologique, est classée « deux étoiles » à l'« Inventaire du patrimoine géologique ».

### Climat
Pour des articles plus généraux, voir Climat d'Auvergne-Rhône-Alpes et Climat de l'Isère.
En 2010, le climat de la commune est de type climat des marges montargnardes, selon une étude du Centre national de la recherche scientifique s'appuyant sur une série de données couvrant la période 1971-2000. En 2020, Météo-France publie une typologie des climats de la France métropolitaine dans laquelle la commune est exposée à un climat de montagne ou de marges de montagne et est dans la région climatique  Alpes du nord, caractérisée par une pluviométrie annuelle de 1 200 à 1 500 mm, irrégulièrement répartie en été. 
Pour la période 1971-2000, la température annuelle moyenne est de 11,4 °C, avec une amplitude thermique annuelle de 18,1 °C. Le cumul annuel moyen de précipitations est de 1 237 mm, avec 10,4 jours de précipitations en janvier et 7,4 jours en juillet. Pour la période 1991-2020, la température moyenne annuelle observée sur la station météorologique de Météo-France la plus proche, « Montagnieu », sur la commune de Montagnieu à 4 km à vol d'oiseau, est de 12,4 °C et le cumul annuel moyen de précipitations est de 1 099,9 mm,. Pour l'avenir, les paramètres climatiques de la commune estimés pour 2050 selon différents scénarios d'émission de gaz à effet de serre sont consultables sur un site dédié publié par Météo-France en novembre 2022.

## Urbanisme

### Typologie
Au 1er janvier 2024, Bouvesse-Quirieu est catégorisée commune rurale à habitat dispersé, selon la nouvelle grille communale de densité à sept niveaux définie par l'Insee en 2022.
Elle est située hors unité urbaine et hors attraction des villes,.

### Occupation des sols
L'occupation des sols de la commune, telle qu'elle ressort de la base de données européenne d’occupation biophysique des sols Corine Land Cover (CLC), est marquée par l'importance des territoires agricoles (56,9 % en 2018), en diminution par rapport à 1990 (58,6 %). La répartition détaillée en 2018 est la suivante : 
forêts (23,6 %), terres arables (21,6 %), zones agricoles hétérogènes (19 %), prairies (16,3 %), zones urbanisées (6,3 %), mines, décharges et chantiers (5,9 %), zones industrielles ou commerciales et réseaux de communication (3,3 %), eaux continentales (2,3 %), milieux à végétation arbustive et/ou herbacée (1,5 %). L'évolution de l’occupation des sols de la commune et de ses infrastructures peut être observée sur les différentes représentations cartographiques du territoire : la carte de Cassini (XVIIIe siècle), la carte d'état-major (1820-1866) et les cartes ou photos aériennes de l'IGN pour la période actuelle (1950 à aujourd'hui).

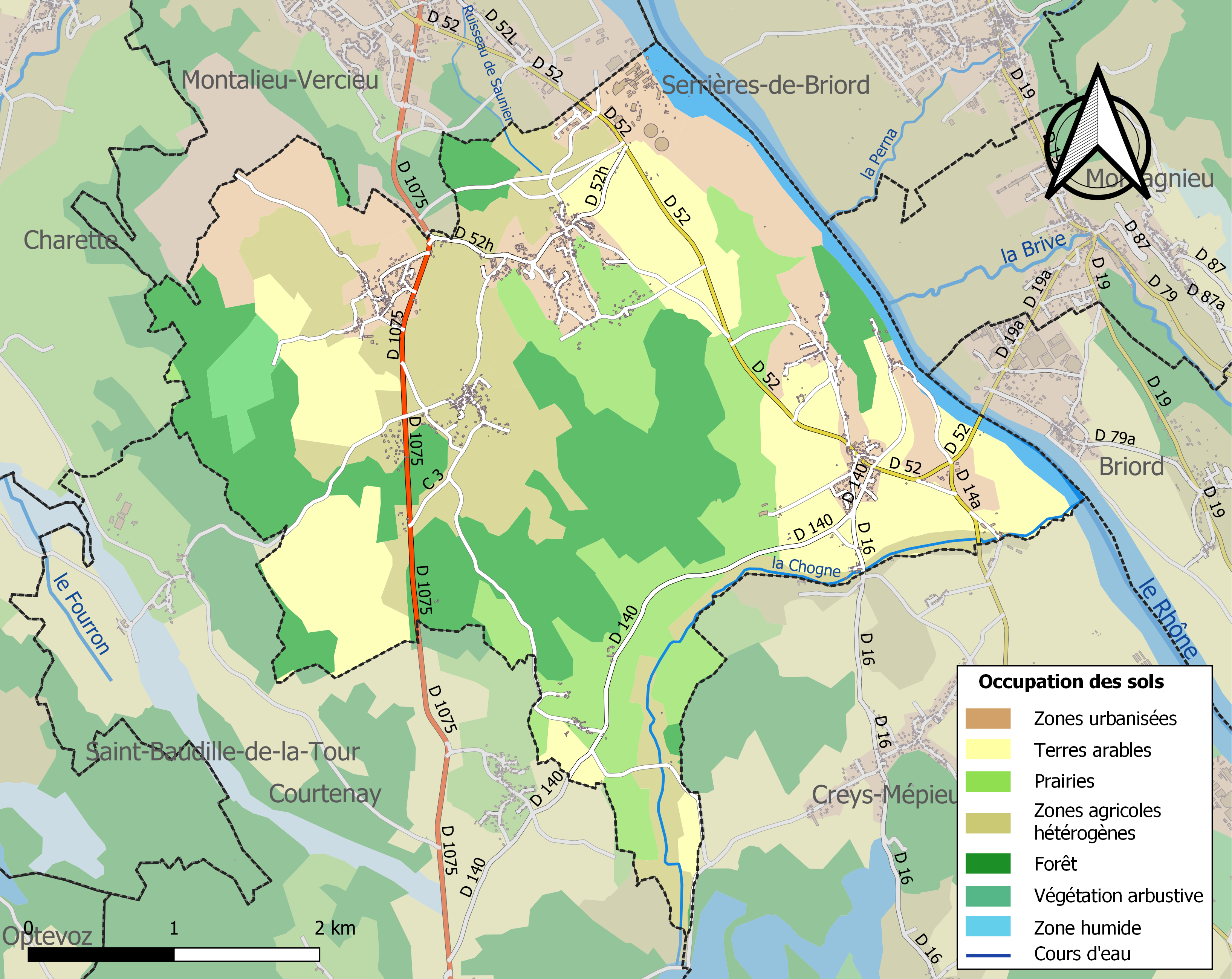
Carte des infrastructures et de l'occupation des sols de la commune en 2018 (CLC).

### Hameaux, lieux-dits et écarts
La commune compte de nombreux hameaux: Enieu, Marlieu, Quirieu, Le Bayard, Le Port-de-Quirieu, Chavannes, Chogne, Annolieu et Cruvières. Elle compte aussi quelques lieux-dits comme La Rivoire, Clos Gilet, Les Usines, Le Boissonnet, Grange-Neuve.

### Risques naturels et technologiques

#### Risques sismiques
L'ensemble du territoire de la commune de Bouvesse-Quirieu est situé en zone de sismicité n°3 (sur une échelle de 1 à 5), comme la plupart des communes de son secteur géographique.
| Type de zone | Niveau            | Définitions (bâtiment à risque normal) |
| ------------ | ----------------- | -------------------------------------- |
| Zone 3       | Sismicité modérée | accélération = 1,1 m/s2                |

## Toponymie
Bouvesse : Du latin bos, bovis (« bovin »), accompagné du suffixe –icia. Attestée sous la forme Boveci aux XIIIe et XIVe siècles, une altération du latin Bovinus (« le bœuf »).

## Histoire

Le quartier de l'église en 1916.

### Époque contemporaine
En 1845, par ordonnance royale, les villages de Bouvesse et Quirieu fusionnent pour donner naissance à Bouvesse-Quirieu.

## Politique et administration

### Liste des maires
| Période                                  | Période       | Identité                   | Étiquette | Qualité                                        |
| ---------------------------------------- | ------------- | -------------------------- | --------- | ---------------------------------------------- |
| août 1833                                | mars 1866     | Scipion De Vallier         |           |                                                |
| mars 1866                                | mai 1871      | Jean Baptiste Duffourd     |           |                                                |
| mai 1871                                 | février 1874  | Joseph Varvier             |           |                                                |
| février 1874                             | décembre 1874 | Marie Gustave De Vallier   |           |                                                |
| décembre 1874                            | octobre 1876  | François Drier De La Forte |           |                                                |
| octobre 1876                             | mai 1892      | Joseph Varvier             |           |                                                |
| mai 1892                                 | mai 1904      | Jean Louis Bertrand        |           |                                                |
| mai 1904                                 | mai 1908      | Hypolite Cottaz            |           |                                                |
| mai 1908                                 | mars 1909     | Louis Cottaz               |           |                                                |
| mars 1909                                | décembre 1919 | Désiré Chatain             |           |                                                |
| décembre 1919                            | novembre 1941 | François Bertrand          |           |                                                |
| août 1944                                | mai 1945      | Gabriel Ducarre            |           |                                                |
| mai 1945                                 | octobre 1947  | Joseph Bouvier             |           |                                                |
| octobre 1947                             | mars 1984     | Louis Reymond              | PCF       |                                                |
| mars 1984                                | mars 2001     | Jean Gonzalez              | PCF       |                                                |
| mars 2001                                | mai 2020      | Jean-Claude Champier       | DVG       | Vice Pdt communauté de communes de 2008 à 2020 |
| mai 2020                                 | En cours      | Frédéric Gonzalez          |           |                                                |
| Les données manquantes sont à compléter. |               |                            |           |                                                |

## Population et société

### Démographie
L'évolution du nombre d'habitants est connue à travers les recensements de la population effectués dans la commune depuis 1793. Pour les communes de moins de 10 000 habitants, une enquête de recensement portant sur toute la population est réalisée tous les cinq ans, les populations de référence des années intermédiaires étant quant à elles estimées par interpolation ou extrapolation. Pour la commune, le premier recensement exhaustif entrant dans le cadre du nouveau dispositif a été réalisé en 2006.

En 2022, la commune comptait 1 493 habitants, en évolution de −1,52 % par rapport à 2016 (Isère : +3,07 %, France hors Mayotte : +2,11 %).
| 1793 | 1800 | 1806 | 1821 | 1831 | 1836 | 1846  | 1851  | 1856  |
| ---- | ---- | ---- | ---- | ---- | ---- | ----- | ----- | ----- |
| 585  | 546  | 538  | 649  | 723  | 749  | 1 059 | 1 085 | 1 076 |

| 1861  | 1866  | 1872  | 1876  | 1881  | 1886  | 1891  | 1896  | 1901  |
| ----- | ----- | ----- | ----- | ----- | ----- | ----- | ----- | ----- |
| 1 117 | 1 060 | 1 017 | 1 045 | 1 044 | 1 206 | 1 176 | 1 164 | 1 062 |

| 1906  | 1911  | 1921 | 1926  | 1931  | 1936 | 1946 | 1954 | 1962 |
| ----- | ----- | ---- | ----- | ----- | ---- | ---- | ---- | ---- |
| 1 041 | 1 002 | 924  | 1 170 | 1 180 | 963  | 912  | 866  | 926  |

| 1968  | 1975  | 1982  | 1990 | 1999 | 2006  | 2011  | 2016  | 2021  |
| ----- | ----- | ----- | ---- | ---- | ----- | ----- | ----- | ----- |
| 1 039 | 1 038 | 1 067 | 998  | 970  | 1 262 | 1 446 | 1 516 | 1 509 |

| 2022  | - | - | - | - | - | - | - | - |
| ----- | - | - | - | - | - | - | - | - |
| 1 493 | - | - | - | - | - | - | - | - |

### Enseignement
La commune est rattachée à l'académie de Grenoble.

### Médias
Historiquement, le quotidien à grand tirage Le Dauphiné libéré consacre, chaque jour, y compris le dimanche, dans son édition du Nord-Isère, un ou plusieurs articles à l'actualité à la communauté de communes, ainsi que des informations sur les éventuelles manifestations locales, les travaux routiers, et autres événements divers à caractère local.
La commune est située sur l'aire de diffusion de radio Ici Isère, une radio publique qui émet sur tout le territoire du département de l'Isère.

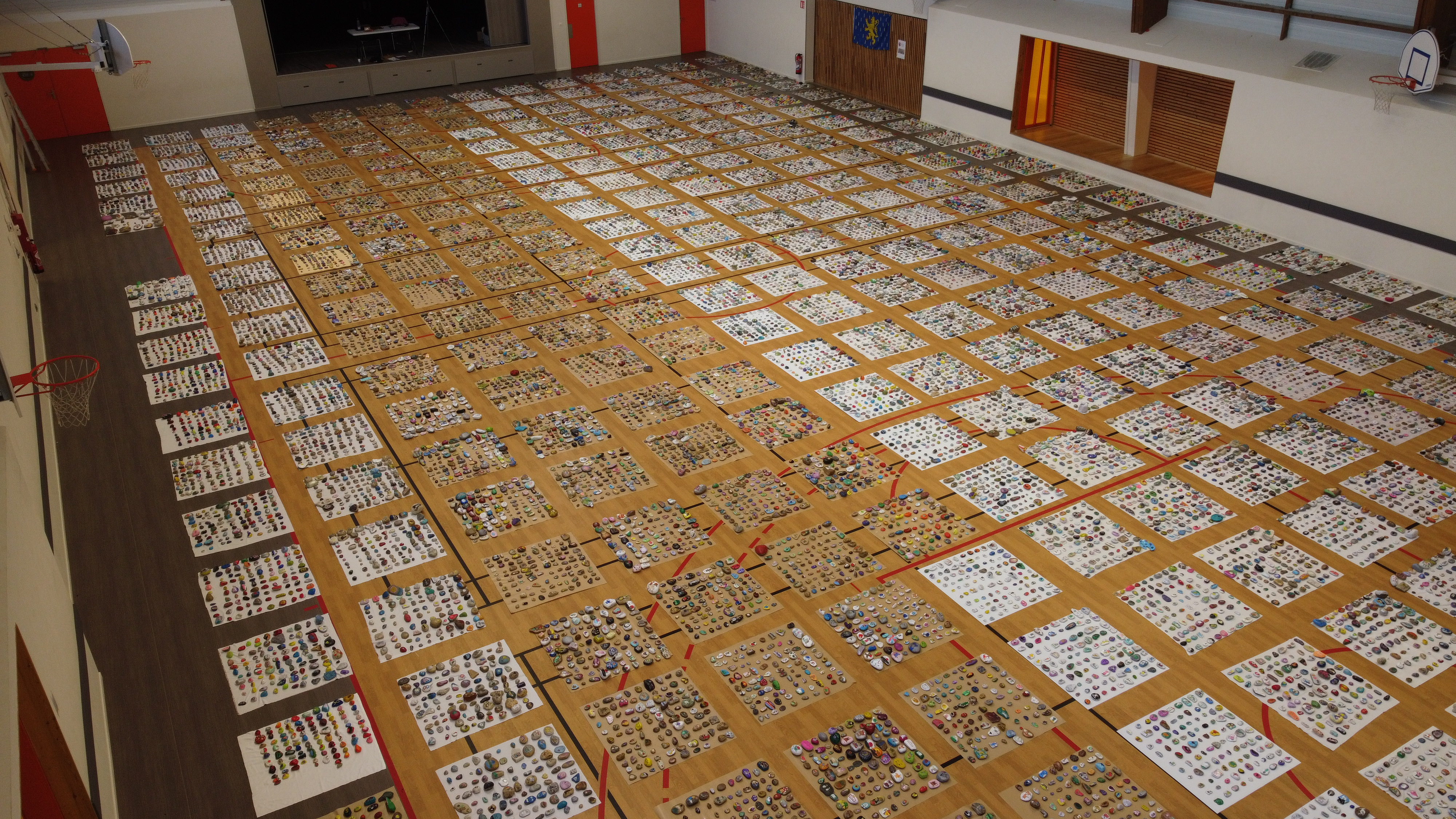
5 juin 2022, record du monde, Espace des sources, Bouvesse-Quirieu.

Le dimanche 5 juin 2022, les habitants de Bouvesse-Quirieu valident le record du monde de la plus grande exposition de galets peints avec 31 731 cailloux peints à la main. Avec l'aide de nombreux bénévoles venus de la France entière, Bouvesse-Quirieu inscrira son nom dans le célèbre GUINNESS WORLD RECORDS BOOK (édition 2024). Deux journées artistiques solidaires, « Les Solirocks », ont permis de réaliser ce record au profit des associations « LOCOMOTIVE » et « Une Nuit pour 2500 voix ».

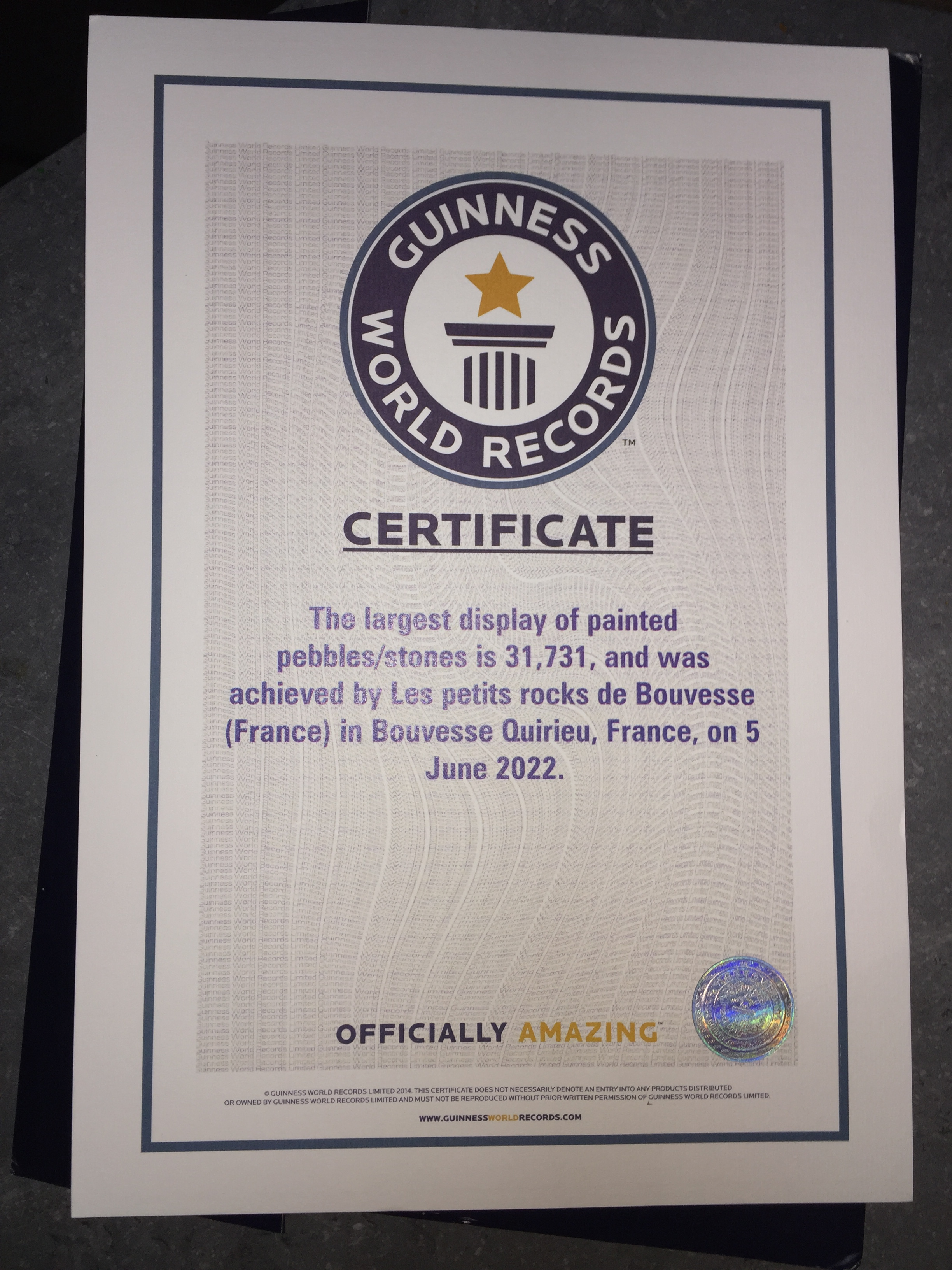
Certificat de record du monde.

## Économie

Les usines en 1906.

### Les usines et les carrières Vicat
La cimenterie Vicat qui est l'une des plus importantes d'Europe, l'une des plus modernes du monde et la plus puissante du groupe tient une place importante dans l'économie du village. En effet, celle-ci, ainsi que ses carrières, a fait travailler jusqu'à 800 personnes du bassin de vie de Montalieu-Vercieu et a permis à la commune de Bouvesse-Quirieu de mieux se développer.

### La zone artisanale
Celle-ci, située en face des usines Vicat comprend une douzaine d'entreprises.

## Culture et patrimoine

### Lieux et monuments
- Château de Quirieu, maison forte et bourg fortifié ; vestiges du XIIIe siècle, XIVe et  XVe siècle[21].
- Chapelle en ruines du XIIe siècle.
- Château de Bouvesse.
- Église Saint-Christophe du XVIIIe siècle.
- Pont de Briord.
- Maison forte d'Enieu, du XIVe siècle[21].
- Château d'Enieu, du XVIIe siècle[21].
- Château de la Rivoire.
- Château du Port-de-Quirieu

### Personnalités liées à la commune
- David Decuypere (1984-2004), militaire français du Régiment d'infanterie chars de marine, décédé à 19 ans lors du bombardement de Bouaké, dont la sépulture se trouve à Quirieu[22].

- Christophe Nambotin (né en 1984), pilote de moto, triple champion du monde d'enduro, originaire du village et ayant fait ses débuts sur le terrain de motocross situé derrière la maison de ses parents.[réf. nécessaire]

### Héraldique
|  | Bouvesse-Quirieu possède des armoiries dont l'origine et le blasonnement exact ne sont pas disponibles. |